# Blair Castle
Blair Castle je skotský zámek, nacházející se poblíž vesnice Blair Atholl (původně Blair in Atholl) ve středním Skotsku v kraji Perthshire. Měl strategickou pozici na hlavní cestě přes střední část Highlandu a je jedním z největších (má celkem 32 místností) a nejnavštěvovanějších skotských zámků. Zámek je sídlem rodu Murray, vévodů z Athollu, kteří mají zvláštní výsadu – mají právo držet si svou vlastní armádu, Atholl Highlanders, čítající asi 90 mužů (jediná legální soukromá armáda v Evropě). V 18. století ho (jako jiné skotské hrady a zámky) poznamenaly jakobitské vzpoury a povstání.
V zámku se nacházejí významné sbírky zbraní, loveckých trofejí, rodinných suvenýrů, maleb, nábytku, ručních prací apod., shromážděné rodem Murrayů po mnoho generací. Kolem zámku se rozkládá park.